# Zubringerstraße
Die Zubringerstraße (kurz der Zubringer) ist eine öffentliche Straße, die überwiegend dem Verkehr zwischen dem örtlichen Straßennetz und einer Straße des überörtlichen Verkehrs, einem Verkehrsknotenpunkt, oder zu und von einer speziellen Destination dient. 
Ein bekanntes und häufig anzutreffendes Beispiel einer Zubringerstraße ist der Autobahnzubringer. Der Begriff wird dabei grundsätzlich aber nach funktionellen Merkmalen (Zubringerfunktion) bestimmt und ist nicht an eine feste Straßenklassifikation oder an deren Lage (inner- oder außerorts) gebunden. 
Baulich sind Zubringerstraßen in der Regel so gestaltet, dass auch größere Verkehrsstärken abgewickelt werden können. So werden Zubringer zu Flughäfen, Häfen, Bahnhöfen oder Sportstätten speziell in Hinsicht auf Spitzenbelastungen und auf die Einbindung der Parkmöglichkeiten der Destination gestaltet. Ähnliches gilt auch für die Zubringer zu Industrie- und Gewerbezentren.